# 彦崎村
彦崎村（ひこさきそん）は、岡山県児島郡にあった村。現在の岡山市南区の一部にあたる。

## 地理
倉敷川の右岸に位置していた。
- 海洋：児島湾

## 歴史
- 1889年（明治22年）6月1日、町村制の施行により、児島郡植松村、彦崎村、川張村が合併して村制施行し、彦崎村が発足[1][2]。旧村名を継承した植松、彦崎、川張の3大字を編成[2]。
- 1901年（明治34年）大字彦崎字大久保に中島織物が創業し学生服・作業服の生産開始[2]。
- 1903年（明治36年）彦崎漁業組合結成[2]。
- 1906年（明治39年）4月1日、村域を二分割し、大字植松は児島郡福岡村、木見村（一部）と合併し郷内村を新設[1][2]。大字彦崎・川張は児島郡灘村と合併し灘崎村を新設して彦崎村は廃止された[1][2]。合併後、郷内村大字植松、灘崎村大字彦崎・川張となる[2]。

### 地名の由来
次の諸説あり。
1. 風景が「彦（すぐ）れたる崎」から。
2. ヒソ（鉄）のある山の出端から。

## 産業
- 漁業、織物[2]

## 交通

### 道路
- 三等国道 岡山下津井連絡道[2]
- 県道彦崎日比線[2]

### 港湾
- 彦崎港[2]